# Гай (Ровненский район)
Гай (укр. Гай) — село в Острожской городской общине Ровненского района Ровненской области Украины.
Население по переписи 2001 года составляло 88 человек. Почтовый индекс — 35824. Телефонный код — 3654. Код КОАТУУ — 5624288004.

## История
В 1946 г. Указом Президиума ВС УССР село Ческий-Гай переименовано в Гай.
До 2020 года входило в Острожский район.